# Eulz
Eulz en espagnol ou Eultz en basque est un village situé dans la commune d'Allín dans la Communauté forale de Navarre, en Espagne. Il est doté du statut de concejo.

## Situation

Commune d'Allín